# Netto Marken-Discount
Netto Marken-Discount (zkráceně Netto) je německý diskontní řetězec, který byl založen v roce 1928. Společnost nyní[kdy?] sídlí v Maxhütte-Haidhof.

## Historie

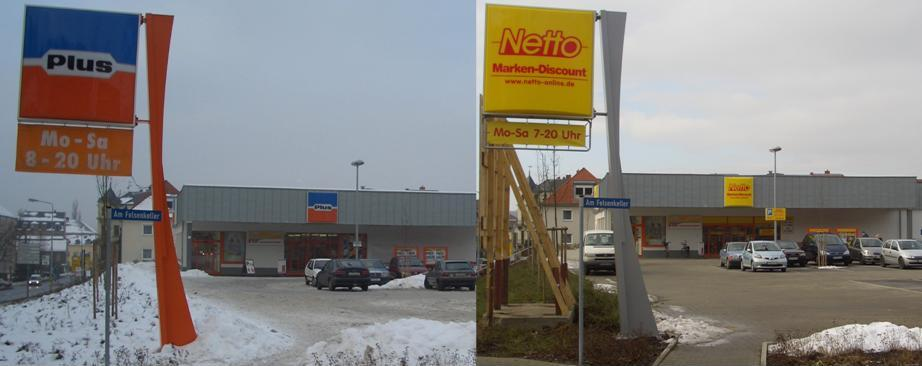
Porovnání stejné prodejny v Pirně

Netto bylo založeno v roce 1928 v Řezně. V roce 2005 byla společnost koupena skupinou Edeka. V letech 2006–2007 Netto převzalo obchody Kondi. V roce 2008 Netto převzalo řetězec Plus.

## Kritika
Skupina Netto byla často kritizována za pracovně právní podmínky, kdy např. zaměstnávala lidi v rozporu se zákonem.
V roce 2011 organizace Greenpeace kritizovala Netto za to, že nekladla důraz na původ ryb a jejich správný chov.